# Szum (powiat kluczborski)
Szum (niem. Schumm, 1936–1945 Forstheim) – wieś w Polsce położona w województwie opolskim, w powiecie kluczborskim, w gminie Wołczyn.
W latach 1975–1998 miejscowość administracyjnie należała do ówczesnego województwa opolskiego.
We wsi działa Ochotnicza Straż Pożarna.

## Nazwa
Nazwa pochodzi od polskiego określenia oznaczającego - "szum". Heinrich Adamy w swoim dziele o nazwach miejscowych na Śląsku wydanym w 1888 roku we Wrocławiu wymienia najstarszą nazwę miejscowości w obecnej polskiej formie "Szum" tłumacząc jej znaczenie "Windesbrasen" czyli po polsku "szum wiatru". Nazwa została później fonetycznie zgermanizowana przez Niemców na Schumm w wyniku czego utraciła swoje pierwotne znaczenie.
Topograficzny opis Górnego Śląska z 1865 roku notuje wieś pod niemiecką nazwą Schumm, a także wymienia obecnie stosowaną, polską nazwę Szum we fragmencie: "Das Dorf Schumm (polnisch Szum)".

## Zabytki
Kościół filialny pw. św. Franciszka. Murowany, neogotycki. Dwanaście obrazów stacji Męki Pańskiej z 1 połowy XIX w.